# Aloe erensii
Aloe erensii ist eine Pflanzenart der Gattung der Aloen in der Unterfamilie der Affodillgewächse (Asphodeloideae). Das Artepitheton erensii ehrt den dänischen Gartenbauer und Pflanzensammler Jan Erens (1911–1982).

## Beschreibung

### Vegetative Merkmale
Aloe erensii wächst stammlos, ist einfach oder bildet wenige Ableger. Die etwa 16 bis 19 eiförmig spitzen Laubblätter bilden dichte Rosetten. Die graugrüne Blattspreite ist 21 Zentimeter lang und 8 bis 9 Zentimeter breit. Sie ist mit vielen, verlängerten weißen Flecken bedeckt, die in Querbändern angeordnet sind. Die weißlichen Zähne am schmalen, weißlichen, durchscheinenden Blattrand sind 1 bis 1,5 Millimeter lang und stehen 4 bis 6 Millimeter voneinander entfernt.

### Blütenstände und Blüten
Der Blütenstand besteht aus zwei bis sieben Zweigen und erreicht eine Länge von bis zu 50 Zentimeter. Die lockeren, zylindrischen Trauben sind bis zu 21 Zentimeter lang. An Seitenzweigen sind die Blüten fast einseitswendig. Die eiförmig spitz zulaufenden Brakteen weisen eine Länge von 5 bis 6 Millimeter auf und sind 3 Millimeter breit. Die pinken, bereiften Blüten stehen an 8 bis 9 Millimeter langen Blütenstielen. Die Blüten sind 29 Millimeter lang und an ihrer Basis gerundet. Auf Höhe des Fruchtknotens weisen die Blüten einen Durchmesser von 10 Millimeter auf. Darüber sind sie auf 8 Millimeter verengt und schließlich zur Mündung auf 9 Millimeter erweitert. Ihre äußeren Perigonblätter sind auf einer Länge von 13 Millimetern nicht miteinander verwachsen. Die Staubblätter und der Griffel ragen etwa 2 Millimeter aus der Blüte heraus.

### Genetik
Die Chromosomenzahl beträgt {\displaystyle 2n=14}.

## Systematik und Verbreitung
Aloe erensii ist im Südosten von Sudan auf felsigen Hängen und Klippen in Höhen von etwa 800 Metern verbreitet. 
Die Erstbeschreibung durch Hugh Basil Christian wurde 1940 veröffentlicht.

## Nachweise